# Sean Yates
Pour les articles homonymes, voir Yates.
Sean Yates, né le 18 mai 1960 à Ewell, est un ancien coureur cycliste britannique et, ancien directeur sportif de l'équipe Sky, il rejoint la formation Tinkoff Saxo dirigée par Bjarne Riis comme responsable de l’entraînement . Professionnel de 1982 à 1996, il a notamment été vainqueur d'étape sur le Tour d'Espagne et le Tour de France 1988. Il est introduit en 2009 au British Cycling Hall of Fame.

## Biographie
Dans les années 1980, Sean Yates, comme de nombreux anglophones, passe par le club de l'AC Boulogne-Billancourt, antichambre de l'équipe Peugeot, où il passe professionnel lors de la saison 1982. Ses qualités de rouleur font de lui un équipier recherché, durant ses quinze années de professionnalisme. Cependant, en 1988, il remporte les deux victoires les plus importantes de son palmarès. L'étape qui se termine à Jaca, lors du Tour d'Espagne et un contre-la-montre individuel lors du Tour de France, pour le compte de la formation Fagor. Il est également le troisième Britannique à porter le maillot jaune au terme d'une échappée de sept coureurs, lors de la sixième étape du Tour de France 1994. Il le gardera une seule journée. Selon Bradley Wiggins, il continue en 2012 à pratiquer le vélo, effectuant des sorties de cinq, six heures.
Sean Yates a subi un contrôle antidopage positif en 1989.
Il n'a pas de lien familial avec Adam et Simon Yates. 

## Palmarès
- 1978
  - 5e étape du Tour d'Irlande juniors
- 1979
  - Perfs Pedal Race
- 1980
  - Prologue du Sealink International Grand Prix
  - 2e du Grand Prix de France
- 1981
  - Grand Prix d'Issoire
  - Paris-Connerré
  - Grand Prix de France
  - 2e du Chrono Madeleinois
  - 2e de Paris-Vierzon
  - 2e de la Flèche d'or (avec Piet Hoekstra)
  - 3e du Grand Prix des Nations amateurs
- 1982
  - 4e étape du Circuit de la Sarthe (contre-la-montre)
  - 3e étape du Tour d'Indre-et-Loire (contre-la-montre)
  - Great Yorkshire Classic
  - Classic New Southsea
  - 2e du championnat de Grande-Bretagne sur route
- 1983
  - Isle of Wight Classic
  - 1reb étape de l'Étoile des Espoirs (contre-la-montre par équipes)
- 1984
  - Prologue des Quatre Jours de Dunkerque
  - Isle of Wight Classic
  - 3e du Tour de Vendée
  - 3e du Tour de Suède
- 1985
  - 2e de Nice-Alassio
- 1986
  - 2e étape de la Milk Race
- 1987
  - Grand Prix de Cannes
  - 3e étape du Tour d'Irlande
- 1988
  - 1re étape de Paris-Nice
  - 11e étape du Tour d'Espagne
  - 5e étape du Grand Prix du Midi libre
  - 6e étape du Tour de France (contre-la-montre)
- 1989
  - Tour de Belgique :
    - Classement général
    - 1rea et 1reb étapes

  - Prologue du Tour des Pays-Bas
  - Grand Prix Eddy Merckx
  - 2e de Gand-Wevelgem
- 1990
  - 3e du Trophée Baracchi (avec Dag Otto Lauritzen)
  - 3e du Tour d'Irlande
- 1991
  - 5e étape du Critérium du Dauphiné libéré
  - 4e étape du Tour d'Irlande
  - 2e du Tour d'Irlande
- 1992
  -  Champion de Grande-Bretagne sur route
  - 3e de Florence-Pistoia
- 1993
  - 3e étape du Tour DuPont
  - 8e de Paris-Roubaix
- 1994
  - USPro Championship
  - 2e du Grand Prix d'Isbergues
  - 2e de la Thrift Drug Classic
  - 3e de Paris-Bruxelles
  - 5e de Paris-Roubaix

## Résultats sur les grands tours

### Tour de France
12 participations
- 1984 : 91e
- 1985 : 122e
- 1986 : 112e
- 1987 : non-partant (24e étape)
- 1988 : 59e, vainqueur de la 6e étape (contre-la-montre)
- 1989 : 45e
- 1990 : 119e
- 1991 : non-partant (16e étape)
- 1992 : 83e
- 1993 : 88e
- 1994 : 71e,  maillot jaune pendant un jour
- 1995 : abandon (13e étape)

### Tour d'Espagne
2 participations
- 1985 : abandon (18e étape)
- 1988 : 71e, vainqueur de la 11e étape

### Tour d'Italie
3 participations
- 1987 : abandon (20e étape)
- 1989 : abandon (8e étape)
- 1992 : 87e